# Ciałka Buniny

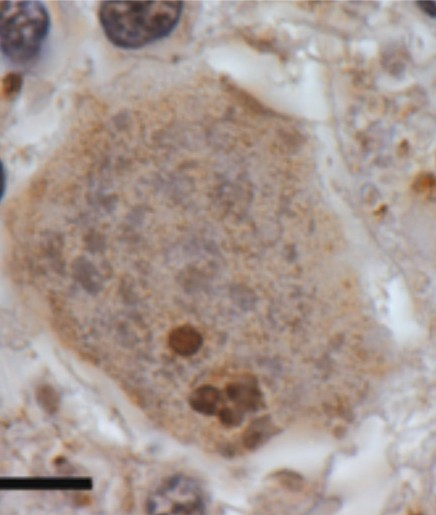
Neuron z inkluzjami podobnymi do ciałek Buniny (Bunina-like); barwienie immunohistochemiczne na ubikwitynę, podziałka = 5 μm

Ciałka Buniny (ang. Bunina bodies) – małe (1-2 μm), eozynofilne w barwieniu H-E inkluzje wewnątrzcytoplazmatyczne znajdywane w perikarionach motoneuronów rogów bocznych rdzenia kręgowego; są objawem patognomonicznym dla stwardnienia zanikowego bocznego (ALS). W ciałach Buniny wykazano obecność cystatyny C i transferryny. Opisane zostały przez Tatianę Buninę w 1962 roku; rok wcześniej P.C. van Reeth et al. wykazali obecność zbliżonych inkluzji cytoplazmatycznych w rogach przednich u pacjenta z chorobą Picka i atypowym ALS.